# Подвине
Подвине (словен. Podvine) — поселення в общині Шентюр, Савинський регіон, Словенія. 
Висота над рівнем моря: 531,6 м.